# Pedicularis refracta
Pedicularis refracta là loài thực vật có hoa thuộc họ Cỏ chổi. Loài này được (Maxim.) Maxim. mô tả khoa học đầu tiên năm 1881.